# Renê Rodrigues Martins
Renê Rodrigues Martins (Picos, 14 de septiembre de 1992), más conocido como Renê, es un futbolista brasileño que juega como defensa para el Fluminense F. C. de la Serie A de Brasil.
En 2018, jugando para Flamengo, recibió el premio  Bola de Prata Trophy de ESPN, y el Premio Craque do Brasileirão, de GloboEsporte.com, como Mejor lateral izquierdo del Campeonato Brasileño de Fútbol 2018.

## Trayectoria

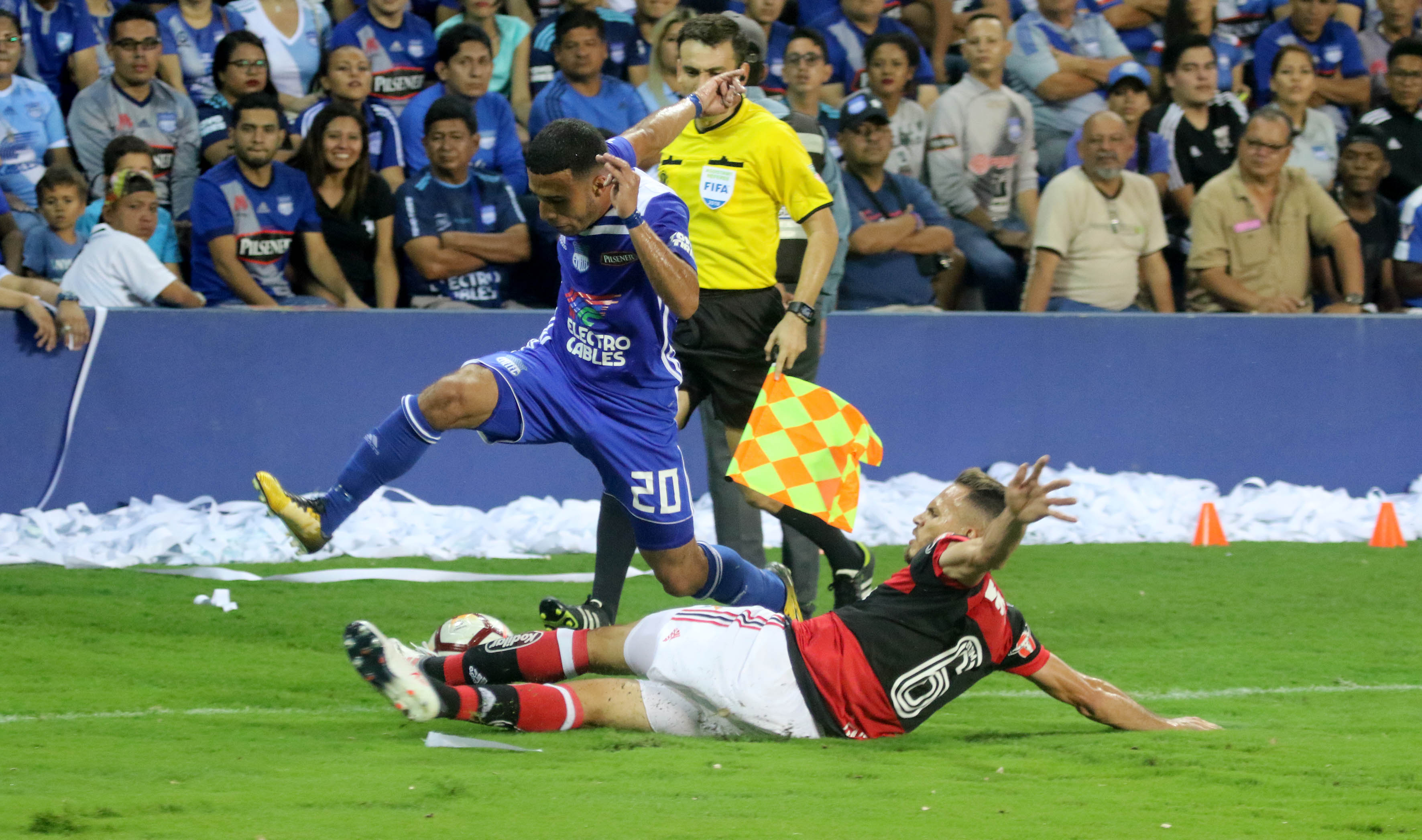
Renê en un partido de Copa Libertadores jugando para Flamengo

### Picos
Renê comenzó su carrera en Picos, un club en su ciudad natal del mismo nombre, disputando una edición del Campeonato Piauiense, donde se destacó y despertó el interés del deporte.

### Sport
Fue contratado para las categorías básicas del Sport, debido a su corta edad, hizo su primer juego para el Leão el 15 de enero de 2012, en el juego Araripina 1x1 Sport.
En 2014 fue el año perfecto para él, siendo titular desde el principio hasta el final de la temporada, además fue campeón de la Copa del Nordeste y del Campeonato Pernambucano, jugó en los 38 juegos de la serie A de Brasileirão, también participó en la selección de Pernambucano y Nordestão. Mientras que en el Brasileirão, lideró la competencia en tacleadas correctas (139) y pases derechos (1622), pero también en pases incorrectos (250).
Después de una larga negociación, el 10 de septiembre de 2014, renovó su contrato con el club hasta finales de 2017.

### Flamengo
El 6 de febrero de 2017 fue anunciado como un nuevo refuerzo para Flamengo para esa temporada. En la negociación, el Rubro-Negro Carioca pagó al Rubro-Negro Pernambucano R $ 3,2 millones por el 50% de los derechos económicos del zurdo, que firmó un contrato válido por 4 años.
Renê marcó su primer gol para Flamengo, en la victoria por 3-0 sobre Bangu, para Carioca 2017, en una patada desde fuera del área. Este objetivo fue uno de los nominados para la encuesta "Pintura da Rodada", del programa "É Gol !!!", de SporTV.
Vivió una gran fase en 2018, siendo elegido por ESPN Brasil como el mejor lateral izquierdo del Brasileirão (Trofeo Bola de Prata). También fue elegido para la Selección de Campeonato por GloboEsporte.com (Premio Craque do Brasileirão), y por Footstats. En Cartola FC, además de ser el mejor lateral izquierdo, fue el jugador (desde cualquier posición) que obtuvo la mayor puntuación en todo el campeonato.
Marcó su primer gol en la temporada 2019, en un partido válido para la Copa Río 2019, colocando al club Rubro-Negro en la final, terminando el juego en un 2-1 contra Fluminense.
En julio de 2019, en el partido de vuelta de la octava final de la Copa Libertadores, contra Emelec, de Ecuador, convirtió su penal, ayudando a Flamengo a ganar el partido por 4x2 en la tanda de penales para así continuar en la competencia. En la cual fue campeón tras vencer en la final al River Plate de Argentina.
Terminó la temporada 2019 como el jugador que hizo más tacleadas, a pesar de que pasó la mayor parte de la segunda mitad en la reserva.

## Clubes
| Club                | País   | Año       |
| ------------------- | ------ | --------- |
| Sport Refice        | Brasil | 2012-2017 |
| C. R. Flamengo      | Brasil | 2017-2022 |
| S. C. Internacional | Brasil | 2022-2024 |
| Fluminense F. C.    | Brasil | 2025-     |

## Palmarés

### Títulos regionales
| Título                  | Club           | Región          | Año  |
| ----------------------- | -------------- | --------------- | ---- |
| Campeonato Pernambucano | Sport Refice   | Pernambuco      | 2014 |
| Copa do Nordeste        | Sport Refice   | Región Nordeste | 2014 |
| Campeonato Carioca      | C. R. Flamengo | Río de Janeiro  | 2017 |
| Campeonato Carioca      | C. R. Flamengo | Río de Janeiro  | 2019 |
| Campeonato Carioca      | C. R. Flamengo | Río de Janeiro  | 2020 |
| Campeonato Carioca      | C. R. Flamengo | Río de Janeiro  | 2021 |

### Títulos nacionales
| Título              | Club           | País   | Año  |
| ------------------- | -------------- | ------ | ---- |
| Serie A             | C. R. Flamengo | Brasil | 2019 |
| Supercopa de Brasil | C. R. Flamengo | Brasil | 2020 |
| Serie A             | C. R. Flamengo | Brasil | 2020 |
| Supercopa de Brasil | C. R. Flamengo | Brasil | 2021 |

### Títulos internacionales
| Título              | Club           | Sede           | Año  |
| ------------------- | -------------- | -------------- | ---- |
| Copa Libertadores   | C. R. Flamengo | Lima           | 2019 |
| Recopa Sudamericana | C. R. Flamengo | Río de Janeiro | 2020 |

### Distinciones individuales
| Distinción                                                                              | Año        |
| --------------------------------------------------------------------------------------- | ---------- |
| Selección del Campeonato de Fútbol de Pernambuco                                        | 2014, 2016 |
| Trofeo Bola de Prata - Mejor lateral izquierdo del Campeonato Brasileño                 | 2018       |
| Premio Craque do Brasileirão - Mejor lateral izquierdo del Campeonato Brasileño         | 2018       |
| Selección del Campeonato Brasileño - Mejor lateral izquierdo por el sitio web Footstats | 2018       |
| Selección del Campeonato Brasileño - Mejor lateral izquierdo por Cartola FC             | 2018       |
| Selección del Campeonato Carioca - Mejor lateral izquierdo por FFERJ                    | 2019       |